# Milet
Milet (ionisch Μίλητος Mílētos, dorisch Μίλατος Mílatos, äolisch Μίλλατος Míllatos, lateinisch Mīlētus, hethitisch sehr wahrscheinlich Millawanda bzw. Milawata), auch Palatia (Mittelalter) und Balat (Neuzeit) genannt, war eine antike Stadt an der Westküste Kleinasiens, in der heutigen Türkei.

## Geographische Situation

Bucht von Milet und vermutliche Küstenverläufe in archaischer, hellenistischer und spätantiker Zeit

Milet liegt etwa 80 km südlich der heutigen Stadt Izmir, bei der Ortschaft Balat in der Provinz Aydın.
Die antike Stadt lag auf einer in die Einfahrt des Golf von Milet hineinragenden Landzunge. Der Fluss Mäander (türkisch Büyük Menderes), der in diesen Golf mündet und große Mengen Sedimente mit sich führt, sorgte für eine zunehmende Verlandung des Golfes, an dem neben Milet auch noch andere griechische Poleis, wie Magnesia, Herakleia und Priene lagen. Seine besondere wirtschaftliche Bedeutung gewann Milet durch die vier als Häfen nutzbaren Buchten rund um die Landzunge.
Einige Kilometer von Milet entfernt befand sich das von der Stadt verwaltete und überregional bedeutende Apollon-Heiligtum von Didyma.

## Geschichte

### Mythologische Ursprünge
Nach einer griechischen mythischen Überlieferung wurde Milet von Kretern aus Milatos unter Sarpedon gegründet. Strabon zitiert Ephoros von Kyme, einen Historiker des vierten Jahrhunderts v. Chr.: „Milet wurde zuerst von Kretern über dem Meer gegründet […] und von Sarpedon besiedelt, der Einwohner des kretischen Miletos herbrachte und die Stadt nach jenem Miletos benannte. Den Platz hatten zuvor die Leleger besessen.“ Nach einer anderen Version  erfolgte die Besiedlung unter dem Kreter Milatos zwei Generationen vor dem Fall Trojas.
Die ionische Besiedlung soll gemäß der Legende durch Neleus, den Sohn des Kodros, des letzten Königs von Athen, erfolgt sein. Herodot berichtet, dass die Griechen ohne Frauen kamen. Nachdem sie die Karer erschlagen hatten, heirateten sie deren Töchter.

### Vorgeschichtliche Besiedlung
Es ist bislang nur ein einziger gesicherter neolithischer Siedlungsplatz in der Nähe Milets bekannt, jedoch finden sich bei Ausgrabungen in Milet immer wieder isolierte steinzeitliche Funde. Im Gebiet des Athenatempels und östlich des Theaters befanden sich im Chalkolithikum Siedlungen, die als Milet I (spätes 4. Jahrtausend v. Chr.) zusammengefasst werden. In der weiteren Umgebung befinden sich heute etwa 600 Fundplätze, die landschaftsarchäologisch ausgewertet wurden. Eine Besiedlung in vorminoischer Zeit ist gut nachweisbar, deren Befunde sind aber insgesamt gering. Die minoischen und mykenischen Siedlungen der Gegend beschränkt sich im Wesentlichen auf Milet und Didyma.

### Antike

#### Bronzezeit
Im Gebiet des Athenatempels setzte sich die Besiedlung über Milet II (3. Jahrtausend v. Chr.), das noch von südwestanatolischem Charakter war, zur ersten minoischen Ansiedlung (Milet III, etwa 2000–1800 v. Chr.) fort, die von einer Brandkatastrophe zerstört und als Milet IV (etwa 1800–1450 v. Chr.) wiederaufgebaut wurde. Aus dieser Zeit stammen insbesondere Linear A-Inschriften und Reste einer Tempelanlage. Überall fand sich die damals im Ostmittelmeerraum überaus beliebte Kamares-Keramik, die von regem Handel mit Kreta zeugt. Die lokal aus stark glimmerhaltigem Ton hergestellte Haushaltskeramik minoischen Typs – zum Beispiel konische Näpfe und dreibeinige Kochtöpfe – spricht aber auch für die Anwesenheit minoischer Bevölkerung, da Immigranten mit ihren Ess- und Trinksitten auch ihre Küchenware mitbringen. Auch zwei minoische Siegel – eines mit der Darstellung einer kretischen Wildziege – und eine mit Siegelabdruck versehene Tonplombe wurden gefunden. Keramik lokalen, südwestanatolischen Charakters scheint aber darauf hinzudeuten, dass ein nicht geringer Anteil der Bevölkerung von Milet III immer noch aus Einheimischen bestand. Die Führungsschicht war jedoch allem Anschein nach minoisch. Es bestand also zweifellos ein bedeutender kretischer Einfluss auf die Stadt, die damit ein Bindeglied des Metallhandels zwischen Kreta und Inneranatolien darstellte. Den Griechen galt die Gegend um Milet immer als ein in älterer Zeit von Karern oder Lelegern besiedeltes Gebiet, das unter kretischem Einfluss stand, bevor sich die Hellenen in größerem Umfang dort niederließen.
Auch Milet IV wurde zerstört und als mykenische Stadt (Milet V, etwa 1450–1315 v. Chr.) wiederaufgebaut. Zu dieser Siedlung gehören einige reich ausgestattete Gräber auf dem Degirmentepe. Ein Großteil der bemalten mykenischen Keramik wurde wiederum vor Ort gefertigt. Da zudem auch massenweise mykenische Gebrauchskeramik zum Vorschein kam, gilt als sicher, dass es sich bei den bemalten Gefäßen nicht nur um Importe handelte, sondern Milet tatsächlich eine griechisch-mykenische Stadt war. Die mittlerweile ganz herrschende Forschungsmeinung setzt dieses Milet mit der in hethitischen Dokumenten mehrmals erwähnten Stadt Millawanda (ebenso die späte Schreibweise Milawata) gleich, die unter der Hegemonie von Aḫḫijawa – nach Meinung inzwischen fast aller Hethitologen, Archäologen und Althistoriker ein mykenisches Reich mit Machtzentrum auf dem griechischen Festland (Mykene oder Theben) oder, nach einer Mindermeinung, ein mykenischer Staat im südöstlichen Ägäisraum – stand. Millawanda wurde um 1316 v. Chr. von den Hethitern im zweiten Regierungsjahr Mursilis II. zerstört. Da jedoch die Kriegsbeute (einige Menschen, Rinder und Schafe), die Muršili II. in seinen Annalen als Ergebnis seines Feldzugs gegen Millawanda angibt, bescheiden klingt, wird auch bezweifelt, ob er Millawanda tatsächlich erobert und zerstört hat oder ob die Brandschicht nicht einem anderen Ereignis zuzuschreiben ist. Kurz darauf eroberte Mursili II. das benachbarte Apaša, das sehr wahrscheinlich mit dem antiken Ephesos gleichzusetzen ist, und besetzte es. Wie neuere Ausgrabungsbefunde, darunter auch Inschriftenfunde, ergaben, war Apasa die Hauptstadt des Landes Arzawa, das daneben auch das Gebiet um das Mäandertal umfasste. Ungefähr in der Zeit der Einnahme Millawandas sank das Schiff von Uluburun vor der karischen Küste bei Bodrum, südlich von Milet. Dieses Datum konnte jüngst dendrochronologisch ermittelt werden. Das Schiff hatte genau die gleiche mykenische Keramik geladen, die sich in der Zerstörungsschicht von Milet V fand.
Die Zerstörung von Milet V hinterließ eine 30–40 cm dicke Brandschicht, auf der die Stadt von Milet VI (etwa 1315–1100 v. Chr.) gebaut wurde. Offenbar blieb die Zerstörung aber ohne langfristige Folgen. Nach Ausweis hethitischer Dokumente, wie dem Brief des Manapa-Tarḫunta an vermutlich Muwatalli II. (KUB 19.5 + 19.79; CTH 191) und dem Tawagalawa-Brief (KUB 14.3; CTH 181), wahrscheinlich von Hattušili III. verfasst, wurde Millawanda während der ersten Hälfte des 13. Jahrhunderts v. Chr. jedenfalls wieder von Aḫḫijawa kontrolliert. So beklagte sich der Hethiterkönig im Tawagalawa-Brief beim König von Aḫḫijawa über Piyamaradu, einen Rebellen vermutlich arzawischer Herkunft, der die Lukka-Länder überfiel und sich nach Einschreiten des Großkönigs nach Millawanda zurückzog und bereits in früheren Jahren Kriege gegen Vasallen der Hethiter in Westkleinasien – hiervon berichtet bereits der Manapa-Tarḫunta-Brief – führte. Die Aktionen Piyamaradus wurden offenbar von Atpa, dem höchsten Repräsentanten Aḫḫijawas in Millawandas, unterstützt. Weiterhin ist dem Brief zu entnehmen, dass Millawanda am Meer lag, „aside from the Hittite king’s route to the Lukka lands“. Unter Tudhalija IV. geriet die Stadt aber offenbar in den Machtbereich der Hethiter, wie aus Angaben im ca. 1230 v. Chr. verfassten sogenannten Milawata-Brief geschlossen wird, dessen Empfänger, ein dem hethitischen Großkönig untergebener Herrscher, nach stark vorherrschender Meinung entweder in Milawata saß oder Tarkasnawa von Mira war. Einen Niederschlag findet die ab ca. 1230 v. Chr. eingetretene hethitische Oberhoheit  in den archäologischen Befunden in Milet. So ähnelt die um 1200 v. Chr. errichtete ca. 1100 Meter lange Wehrmauer von Milet VI stilistisch viel stärker hethitischen Befestigungsanlagen als den ungefähr gleichzeitigen Wehrmauern auf dem Griechischen Festland. Auch fanden sich in der Kammergrabnekropole aus dem 13. Jahrhundert v. Chr. in einigen Gräbern hethitische Schwerter. Ferner zeigt ein Fragment eines mykenisches Kraters, das Niemeier um 1200 v. Chr. datiert, eine Hörnerkrone, die zu den Attributen hethitischer Götter, ab ca. der Mitte des 13. Jahrhunderts v. Chr., aber auch hethitischer Großkönige auf Darstellungen zählte. Damit scheinen sich die hethitischen Quellen auch archäologisch zu bestätigen, dass Milet/Millawanda ab dem späten 13. Jahrhundert v. Chr. nicht mehr unter mykenischer Kontrolle war. Eine Erwähnung Milets findet sich auf Linear-B-Täfelchen aus dem mykenischen Pylos aus dem frühen 12. Jahrhundert. Dort ist das weibliche Ethnikon 𐀖𐀨𐀴𐀊 mi-ra-ti-ja (= Frauen – in diesem Fall waren es Sklavinnen – aus Milatos) aufgeführt. Auf mehreren Linear B-Dokumenten des böotischen Theben ist von einem offenbar hoch angesehenen Mann aus Milet die Rede, der am thebanischen Hof lebte.
Für die Zeit um 1200 v. Chr. wurden Spuren einer Zerstörung entdeckt, die Stadt blieb aber auch danach weiter besiedelt. Milet VII existierte bis in die Spätphase von SH III C (frühes 11. Jahrhundert), wie Keramikfunde in den stark gestörten Schichten von Milet VI und VII belegen. Es handelt sich meist um Fragmente von lokal produzierten Tongefäßen im mykenischen Stil, die Ähnlichkeiten zur gleichzeitigen Keramik auf Rhodos, Kos, kleineren Inseln im südöstlichen Ägäisraum sowie Iasos offenbaren. Ob Milet VII zerstört und/oder aufgegeben wurde, ist unklar. Offenbar war Milet einige Zeit nicht bewohnt; früheste nachmykenische Keramik ist frühprotogeometrisch (Ende 11./frühes 10. Jahrhundert). Ein paar Scherben könnten aber auch submykenisch sein.

#### Protogeometrische und Geometrische Zeit
Der Überlieferung nach wurde Milet 1053 v. Chr. durch ionische Kolonisten neu gegründet. Eine zumindest lange Unterbrechung der Besiedlung Milets zwischen der mykenischen Zeit (SH III C) und der protogeometrischen Zeit (Milet VII) konnte nicht nachgewiesen werden. Jedenfalls wurde in Milet VII direkt über der spätbronzezeitlichen Zerstörungsschicht von Milet VI früh-protogeometrische und eventuell auch als submykenisch einzustufende Keramik aus dem späten 11. Jahrhundert v. Chr. gefunden. Die Keramik aus protogeometrischer Zeit (etwa 1050–900 v. Chr.) weist starke Parallelen zu Exemplaren aus Athen auf, was erstaunlich gut zur mythischen Überlieferung einer attischen Besiedlung durch Neleus passt. Über die Entwicklung Milets in der Zeit vom elften bis zum frühen achten Jahrhundert v. Chr. ist bisher wenig bekannt. Funde, insbesondere Reste von Architektur, gibt es aus diesem Zeitabschnitt bisher kaum.

#### Archaische Zeit

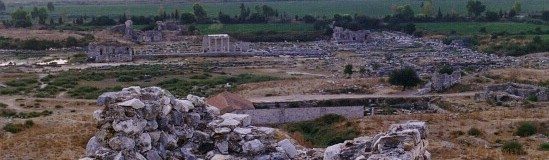
Zentrum der hellenistisch-römischen Stadt, gesehen 1997

Vom 8. Jahrhundert v. Chr. an wurde Milet zum bedeutendsten Umschlaghafen für den Handel mit dem östlichen Mittelmeer- und bald auch mit dem Schwarzmeerraum und entwickelte eine eigene beachtliche Industrie, unter anderem für Rohstoffe und Produkte wie zum Beispiel Öl, Wolle und Textilien. Besonders bedeutend war dabei die Purpurfärberei. Außerdem ging von Milet und anderen westkleinasiatischen Städten, vor allem Ephesos und Sardes, die Münzprägung aus (früheste Elektronmünzen des sechsten Jahrhunderts v. Chr.), die in der Folge den Tauschhandel ersetzte. Milet stieg zu einer der bedeutendsten griechischen Poleis auf, übte zeitweise die Seeherrschaft über die Ägäis aus und gründete ab dem 7. Jahrhundert v. Chr. über 80 Kolonien, insbesondere an der Propontis und rund um das Schwarze Meer. Eine frühe und bedeutende Schwarzmeerkolonie war Sinope, die ihrerseits einige Tochterstädte entlang der anatolischen Schwarzmeerküste gründete, darunter Trapezous. Die nordöstlichste Kolonie Milets war Tanais, östlich des Asowschen Meers. Aber auch in anderen Gegenden entstanden milesische Kolonien, z. B. das ägyptische Naukratis. Unter anderem aufgrund seiner weitreichenden Handelsaktivitäten und der Zahl seiner Kolonien wurde Milet auch Haupt Ioniens genannt. Nach den Kimmerier-Einfällen im siebten Jahrhundert v. Chr. kam es zu Konflikten der griechischen Städte an der Westküste Kleinasiens mit den benachbarten Reichen der Lyder und später der Perser. Im sechsten Jahrhundert v. Chr. wurde die Stadt erst vom Lyderkönig Kroisos, dann von den Persern unter Kyros II. unterworfen, behielt aber, da es sich nicht einem Aufstand angeschlossen hatte, seinen unabhängigen politischen Status. Ein von Milet ausgehender Aufstand der ionischen Griechen gegen das Perserreich scheiterte, Milet wurde 494 v. Chr. in Folge der Schlacht von Lade erobert und zerstört. Herodot schreibt, dass die Einwohner verschleppt und umgesiedelt worden seien, doch liegen substantielle Spuren der Wiederbesiedlung teilweise direkt auf der persischen Zerstörungsschicht, so dass zwischen diesen beiden Ereignissen nicht viel Zeit vergangen sein kann. Die Zerstörung Milets durch die Perser 494 v. Chr. leitete die für die griechische Geschichte so bedeutsame Zeit der Perserkriege ein.

#### Klassische und hellenistisch-römische Zeit

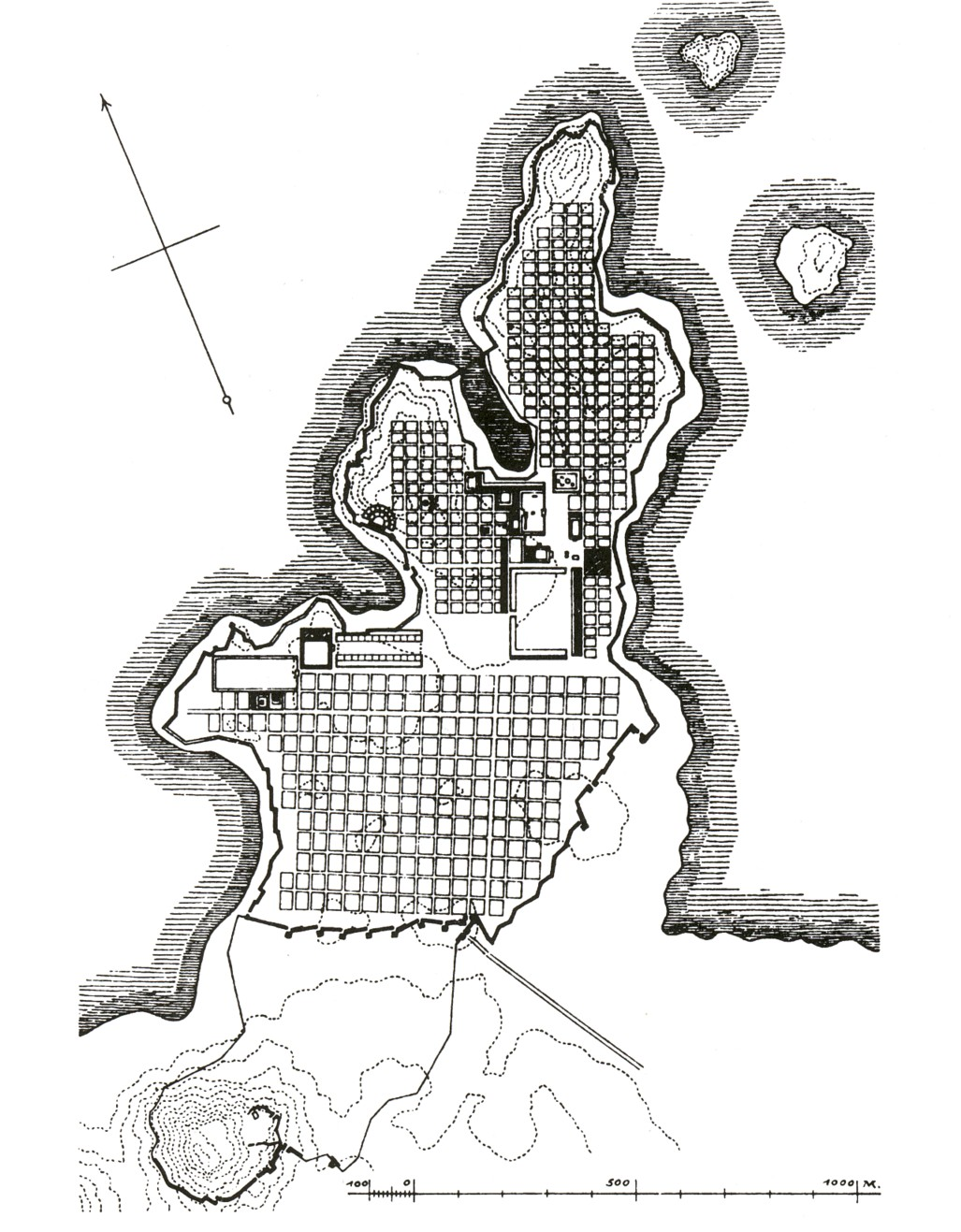
Stadtplan der antiken Stadt

Wegen des streng rasterförmigen Wiederaufbaus gemäß den Ideen des Hippodamos von Milet (siehe Hippodamisches Schema) wird die Stadt heute auch als das „Manhattan der Antike“ bezeichnet. Die Stadt gehörte dem Delisch-Attischen Seebund an, teilweise unter athenischer Besatzung. Im Peloponnesischen Krieg fiel sie 412 v. Chr. von Athen ab, wehrte in der Schlacht von Milet den athenischen Gegenangriff ab und wurde Operationsbasis der spartanischen Flotte.
Im vierten Jahrhundert v. Chr. stand die Stadt unter persischer Oberherrschaft. Da Alexander der Große in ihr auf Widerstand traf, sollte sie die führende Rolle in Kleinasien an Ephesos verlieren. Der Hafen der Stadt war Schauplatz eines offensiven und erfolgreichen Vorgehens der kleineren makedonischen Flotte gegen die persische Armada. Nach der Eroberung der Stadt mit modernster Belagerungstechnik löste Alexander zur Überraschung seines Führungsstabes die eigene Flotte auf. Der Wiederaufbau der Stadt wurde begonnen, und in hellenistischer Zeit konnte sich Milet bereits wieder zwischen den verschiedenen Mächten behaupten, die in Kleinasien herrschten. 133 v. Chr. wurde die Stadt zusammen mit dem Königreich Pergamon Teil der römischen Provinz Asia.

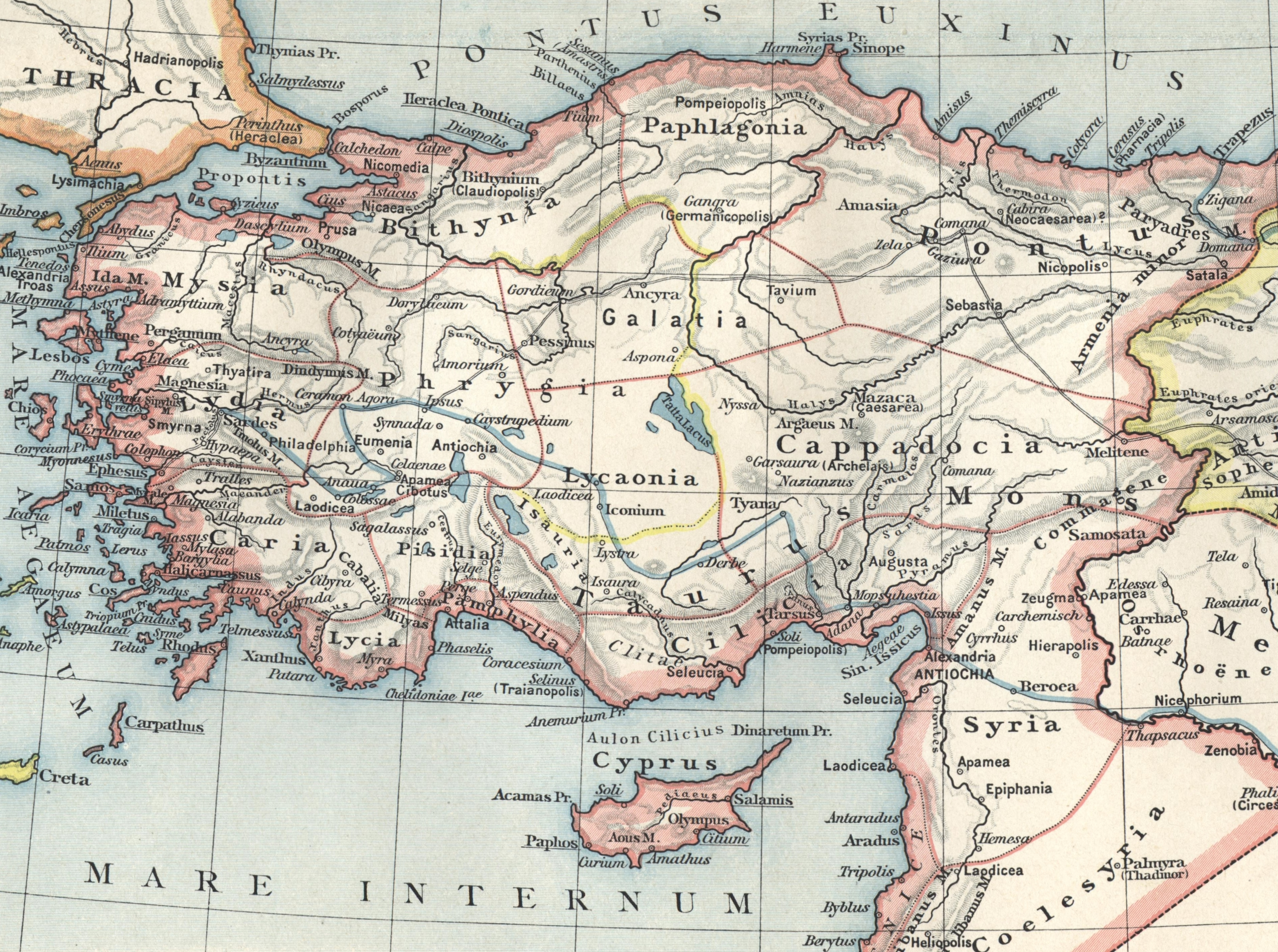
Miletus an der Küste von Caria in Kleinasien

In der römischen Kaiserzeit blühte die Stadt noch einmal auf, wurde mit zahlreichen Bauten geschmückt, blieb jedoch von untergeordneter Bedeutung, da die Römer Ephesos als Provinzhauptstadt wählten. Ebenfalls in die römische Zeit fallen die Anfänge des Christentums in Milet. Der Apostel Paulus verabschiedete sich dort gemäß der neutestamentlichen Erzählung in Apostelgeschichte 20, 15–38 von den Leitern der Gemeinde in Ephesos auf seiner dritten und letzten Missionsreise, bevor er nach Jerusalem zurückkehrte.

### Byzantinische Zeit

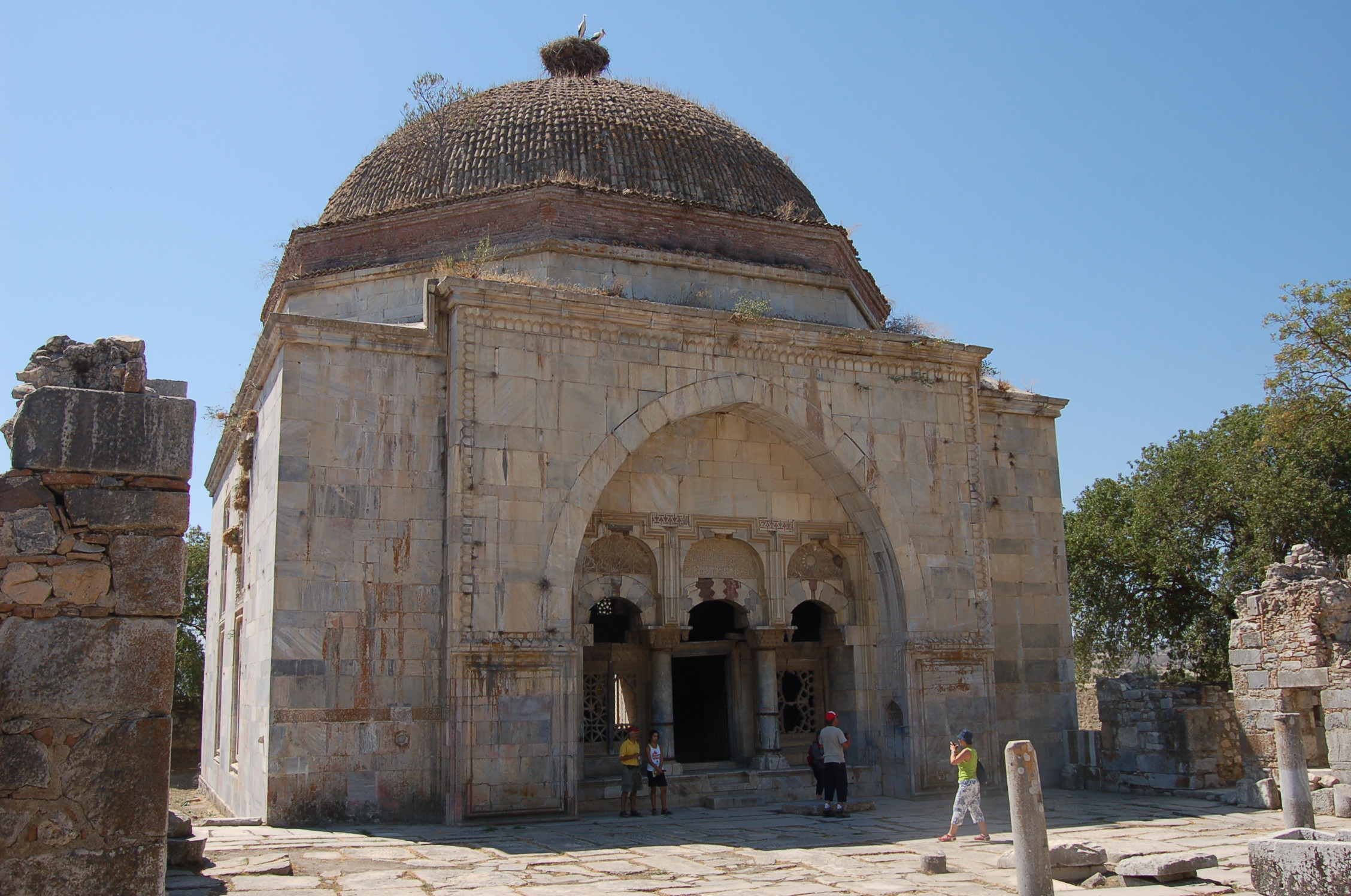
Ilyas Bey-Moschee

Lange glaubte man, dass Milet bereits in der Spätantike einen starken Bevölkerungsrückgang zu verzeichnen hatte, weil man einen eng gezogenen neuen Mauerring aufgrund einer Bauinschrift des oströmischen Kaisers Justinian I. auf das Jahr 538 datiert hatte. Erst jüngste Forschungen haben dieses Bild revidiert, da es zahlreiche Hinweise darauf gibt, dass Milet noch im späteren sechsten Jahrhundert blühte. Man geht nun davon aus, dass 538 lediglich das alte Markttor renoviert wurde und die zugehörige Inschrift erst später in die byzantinische Mauer integriert wurde, die wohl im späteren siebten Jahrhundert errichtet wurde. Zu dieser Zeit war Milet in der Tat aufgrund von Seuchen und kriegerischen Ereignissen stark geschrumpft. Die Besiedlung konzentrierte sich nunmehr auf das große Theater, in dessen Zuschauerraum Wohnhäuser errichtet wurden und das gegen feindliche Überfälle befestigt wurde. Zudem erbaute man nun auf der höchsten Stelle des Theaters ein Kastell, worauf der mittelalterliche Name Milets „Palatia“ zurückzuführen ist. Als Bischofssitz kam Milet in dieser Zeit eine überregionale Bedeutung zu.

### Islamische Zeit
Die Fürsten von Mentesche hatten zeitweise ihren Sitz in Milet. Sie erbauten zahlreiche repräsentative Gebäude. Die hervorragend erhaltene Ilyas-Bey-Moschee aus dem Jahr 1404 ist ein Beispiel. In diese Zeit fällt die endgültige Verlandung des Hafens von Milet durch Sedimente des Mäanders.

### Neuzeit
Bis zu einem schweren Erdbeben 1955 bestand im Ruinengelände ein Dorf namens Balat. Nach dem Erdbeben verlegte man die Siedlung nach Süden, außerhalb des eigentlichen Stadtgebietes.

## Kulturelle Bedeutung
Milet hatte in der Antike eine große Bedeutung für Kultur und Wissenschaft. Die Stadt gilt als Geburtsstätte des rationalen Denkens und der Philosophie im antiken Griechenland. Durch die ionischen Naturphilosophen Thales, Anaximander und Anaximenes wurde Milet im 6. Jahrhundert v. Chr. unter dem Begriff „die Schule von Milet“ als Geburtsstätte der Wissenschaft bekannt. Thales löste sich als erster griechischer Denker von der mythologisch geprägten Weltsicht der Dinge und begann, nach der Arché, also dem Ursprung allen Seins, zu suchen. Anaximander und Anaximenes waren Schüler des Thales und ähnlich bedeutend, zum Beispiel war Anaximander der erste Kartograph.

## Archäologie

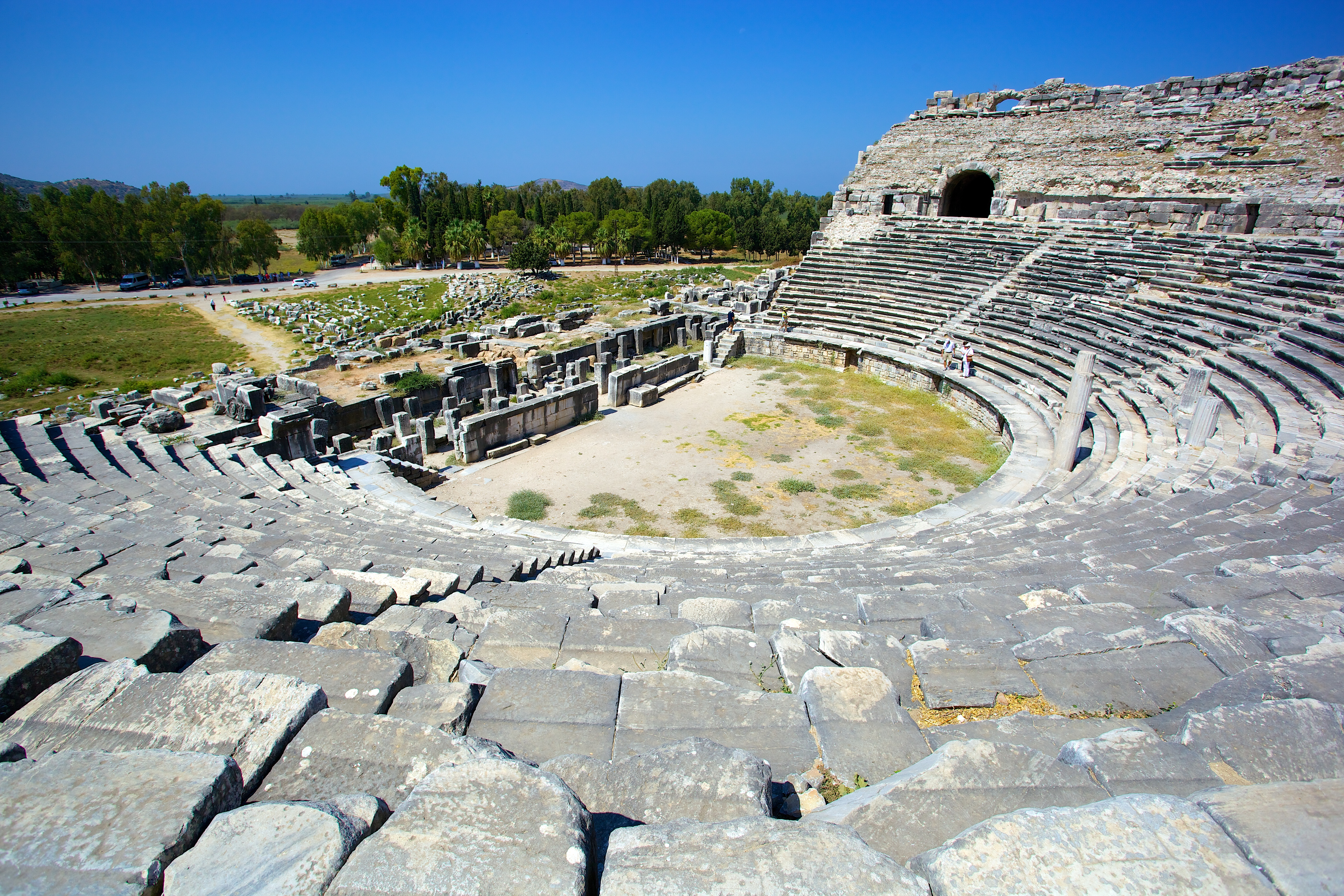
Das Theater von Milet

### Geschichte der Ausgrabungen
Erste archäologische Untersuchungen führte Olivier Rayet 1873 durch. Ab 1899 begannen dann großangelegte Ausgrabungen im Stadtgebiet des antiken Milet unter der Leitung Theodor Wiegands. Diese Arbeiten wurden ohne Unterbrechung bis 1913 fortgeführt. Die beiden Weltkriege sowie die Kleinasiatische Katastrophe unterbrachen die regelmäßige Forschungstätigkeit in Milet. 1938 konnte jedoch Carl Weickert eine kurze Grabungskampagne durchführen. Regelmäßige Forschungen vor Ort wurden erst wieder 1955 begonnen. Die Leitung der Nachkriegsgrabungen hatte zunächst wieder Carl Weickert, dann Gerhard Kleiner und Wolfgang Müller-Wiener. Von 1989 bis 2012 leitete Volkmar von Graeve die Ausgrabung. Die Originale der Dokumentationen der alten Grabungen vor 1909 befinden sich im Pergamonmuseum in Berlin und im DAI in Berlin. Kopien davon befinden sich im Miletarchiv an der Ruhr-Universität Bochum, wo auch sämtliche jüngeren Ausgrabungsdokumente gesammelt sind.  Von 2012 bis 2016 war Philipp Niewöhner Leiter der Grabung. Im November 2017 hat der Ministerrat der Republik Türkei Christof Berns zum Leiter der Ausgrabungen von Milet ernannt.

### Forschungsschwerpunkte

#### Bronzezeit
Die Ausgrabungen der Bronzezeit standen seit 1994 unter der Leitung von Wolf-Dietrich Niemeier. Die Untersuchungen von Milet I bis V haben neue Funde und Erkenntnisse gebracht. Unter anderem fand man in einem minoischen Ziegelheiligtum in Milet IV einen verkohlten hölzernen Thron. Hölzerne Möbelfunde aus der Bronzezeit sind äußerst selten. Ein kultischer Thron aber verspricht besonders aufschlussreich zu sein, zumal solche Throne von minoischen Siegeldarstellungen bekannt sind. Auf einem Thron sitzt eine Priesterin und empfängt Opfergaben. Möglicherweise haben wir hier einen solchen Fund vor uns. Drei minoische Siegel konnten ebenfalls gefunden werden, unter ihnen ein Lentoid aus Rosenquarz. Auf ihm befindet sich die Gravur eines geflügelten Greifen, der im typischen fliegenden Galopp mit einem Löwen kämpft. Eine ebensolche Darstellung einer Löwin fand sich auf der Scherbe eines Rhyton; eine kostbare Pfeilspitze aus Bergkristall, wohl eine Opfergabe, wurde ebenfalls gefunden. Auch Reste typisch minoischer Fresken kamen zum Vorschein. Mehrere in Tongefäße eingeritzte Linear A-Inschriften belegen eine eindeutige minoische Präsenz, denn bei der einheimischen Bevölkerung wäre die Luwische Hieroglyphen- oder hethitische Keilschrift in der Bronzezeit zu erwarten gewesen. Schließlich ist noch ein scheibenförmiger Gewichtsstein aus Marmor mit einer Markierung aus sechs Kreisen zu nennen, der nach dem minoischen Gewichtssystem geeicht wurde. Milet IV ist somit ein weiterer Beweis für eine minoische Seeherrschaft mit Stützpunkten auf den Kykladen und in der östlichen Mittelmeerregion.
Diese Periode endet um 1500 v. Chr. mit einem Zerstörungshorizont, dessen Ursache noch kontrovers diskutiert wird. Ein weiterer Befund ist die etwas früher datierte Asche- und Zerstörungsschicht des Ausbruchs des Vulkans der Insel Thera. Die traditionell in das letzte Drittel des 16. Jahrhunderts v. Chr. datiert wird, für den naturwissenschaftlichen Datierungsmethoden in den letzten zwei Jahrzehnten jedoch wesentlich frühere, in der zweiten Hälfte des 17. Jahrhunderts v. Chr. liegende, Daten ergaben (s. Minoische Eruption). Danach wurde aber wie auf Kreta und den übrigen östlichen Inseln die Ascheschicht beiseite geräumt und die Städte wiederhergestellt.
Milet V nahm dann in der importierten wie einheimischen Ware ganz mykenischen Charakter an. Es hatte eine bedeutende Keramikproduktion, so fand man auf engstem Raum sieben Keramiköfen aus Lehmziegeln. Der Anteil der autochthonen anatolischen Bevölkerung scheint weiterhin nur noch gering gewesen zu sein. Auch Milet V wurde durch eine 40 cm dicke Brandschicht beendet. Zur letzten bronzezeitlichen Schicht Milet VI konnten keine neuen Erkenntnisse gewonnen werden, da im aktuellen Grabungsareal die Schicht durch römische Bauten gestört war. Sie endete um 1100 v. Chr.

#### Archaische Zeit
Die Ausgrabung in Milet war 1899 begonnen worden mit dem Ziel, das Wissen über diese Stadt in archaischer Zeit zu vermehren, da Milet gerade in dieser Zeit eine herausragende Bedeutung zukam, etwa als Geburtsstätte der ionischen Naturphilosophie oder aufgrund des Schicksals der Stadt am Vorabend der Perserfeldzüge.
Tatsächlich erbrachten die Vorkriegsgrabungen hauptsächlich Ergebnisse zu den späteren Epochen. Archaische Funde und Befunde wurden nur am Kalabak-Tepe und am Athenatempel sowie an vereinzelten Stellen im Stadtgebiet ergraben. Armin von Gerkan bezweifelte aufgrund dieses eher spärlichen Befundes, dass das archaische Milet an derselben Stelle wie die spätere Stadt gelegen hat. Die Forschungen nach dem Krieg zielten daher vielfach darauf ab, die Thesen Gerkans zu entkräften. Verstärkt grub man daher am Athenatempel.
Die neueren Forschungen widmeten sich wiederum dem Stadtquartier auf dem Kalabak-Tepe, wo ein Teil der Stadtmauer bekannt war. Am südlichen Abhang des Hügels wurde ein Wohnviertel mit mehreren Töpferöfen freigelegt. Weiterhin konnte die Situation auf der Ostterrasse des Hügels geklärt werden, wo ein Heiligtum der Artemis Chitone lag. Auch Probleme der frühklassischen Wiederbesiedelung nach 494 v. Chr. wurden bei diesen Grabungen erhellt. Zudem wurde ein bislang nur aus den Quellen bekanntes Heiligtum der Aphrodite von Oikous entdeckt. Nach den Funden der Votivbeigaben des Tempels lässt sich die weite Handelsverbindung Milets ermessen: viele bemalte Trinkgefäße aus Griechenland, vor allem Korinth, Sparta und Athen; aus Etrurien die schwarze Bucchero-Ware; großformatige Tonfiguren aus Zypern, bearbeitete Tridacna-Muscheln aus Nordsyrien und zahlreiche Schmuckstücke, Amulette, Skarabäen und Votivfigürchen aus Ägypten.
Zum Territorium (Chora) Milets gehören auch die Siedlungen Assesos, Pyrrha und Teichioussa in näherer Umgebung. Teichioussa liegt am Golf von Akbük. Assesos wurde 1992 auf dem Mengerev Tepe entdeckt. Nach Herodot wurde sein Heiligtum der Athena Assesia bei einem Einfall des Lyderkönigs Alyattes II. um 600 v. Chr. niedergebrannt. Mit Argassa könnte das bisher einzige gefundene Dorf identisch sein. Es besaß einen heiligen Bezirk, der im 4. Jahrhundert v. Chr. als Temenos ausgemarkt war. Ein dazugehöriger Grenzstein konnte gefunden werden. Nach heutigem Forschungsstand kann es als gesichert gelten, dass das archaische Milet an derselben Stelle lag wie die spätere Stadt.

#### Hellenistische und römische Zeit
Theodor Wiegand konnte durch großräumige Flächengrabungen wichtige Erkenntnisse zur hellenistischen und römischen Zeit gewinnen: Die Stadt besaß demnach ein orthogonales Straßensystem, dessen Erfinder Hippodamos von Milet gewesen sein soll. Der Verlauf der hellenistischen und späteren Stadtmauern wurde wiedergewonnen. Wichtige Gebäude dieser Zeitstufe sind:
- Theater

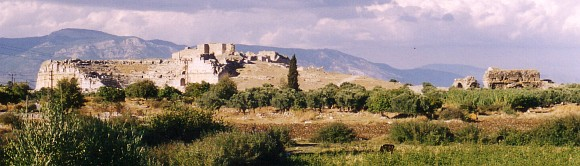
Das Theater von Südwesten gesehen

- Buleuterion, der Versammlungsort der Bule (des Rates).
- Nordmarkt, eine Marktanlage.
- Südmarkt, dessen repräsentatives Eingangstor von Theodor Wiegand nach Berlin überführt wurde, wo es heute im Pergamonmuseum aufbewahrt wird, siehe Markttor von Milet.

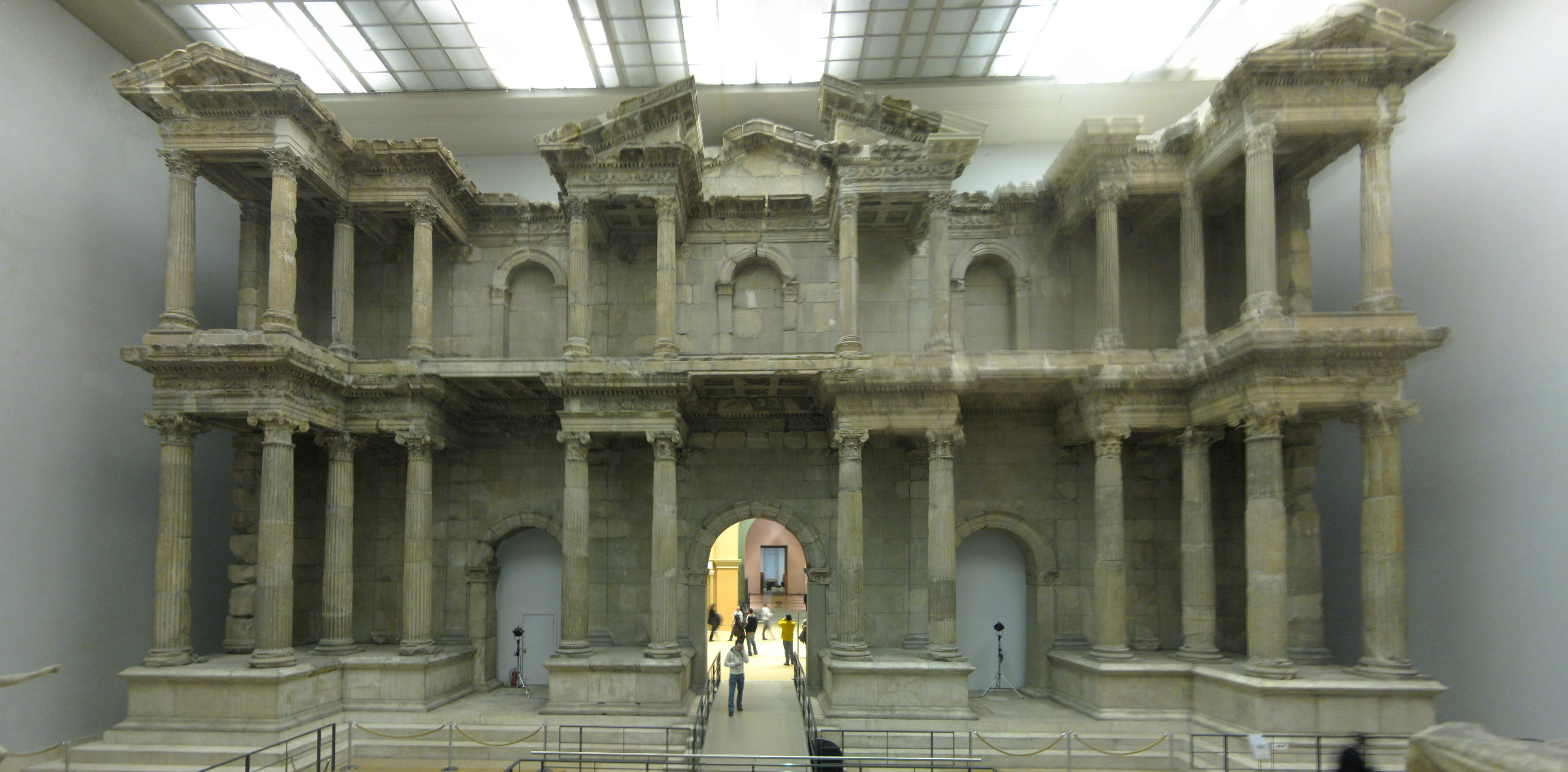
Das Markttor von Milet im Berliner Pergamonmuseum

- Nymphäum, eine mehrgeschossige Brunnenanlage mit Skulpturenschmuck.

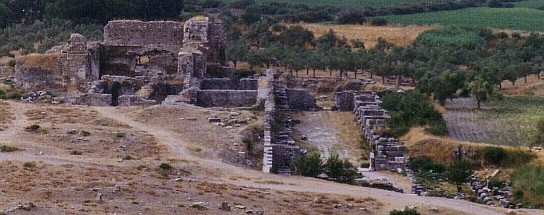
Faustina-Thermen, 1997

- Faustina-Thermen, ein römisches Bad.
- Westmarkt, Markt am Athenatempel.
- Stadion
- Delphinion, Heiligtum des Apollon Delphinios, des Hauptgottes der Milesier.
- Orakelheiligtum des Apollon von Didyma. Das Heiligtum ist durch eine 15 Kilometer lange sogenannte Heilige Straße mit dem Heiligen Tor der Stadt Milet verbunden. Das Apollonheiligtum war mit 118 m das drittgrößte der Griechen in archaischer Zeit und das größte Heiligtum in der hellenistischen Epoche.
- Die Prozessionsstraße selbst mit ihren sieben Stationen. Seit dem 7. Jahrhundert „bis zum Ende der heidnischen Antike um 400 n. Chr. bildete der Prozessionsweg für mehr als tausend Jahre die „Achse“ des milesischen Territoriums und verband die beiden wichtigsten Heiligtümer, das städtische Delphinion und das außerstädtische Heiligtum in Didyma, als antithetische „Pole“ miteinander.“[31]

Seit 2014 widmet sich ein Projekt der Ruhr-Universität Bochum der Erforschung der hellenistischen und kaiserzeitlichen Wohnbebauung und Infrastruktur auf dem Humeitepe. Seit 2020 werden diese Forschungen mit einem Kooperationsprojekt der Universität Hamburg und der École normale supérieure (Paris) fortgeführt, das die urbanistische Entwicklung der gesamten Stadt mit einbezieht.

## Persönlichkeiten
Aus Milet stammten unter anderem folgende Personen:
- Thales, Anaximander und Anaximenes, Philosophen
- Hekataios von Milet, Schriftsteller und Philosoph
- Hippodamos, Städteplaner und Staatstheoretiker
- Aristeides von Milet (um 150 – ca. 100 v. Chr.) Autor
- Artemon von Milet (1. Jh. n. Chr.) Autor
- Aristodemos von Milet, Gefolgsmann des Antigonos Monophthalmos während der Diadochenkriege
- Demodamas, Gefolgsmann der ersten zwei Seleukidenkönige
- Aspasia, zweite Frau des Perikles
- Thargelia, Schönheit, weise Frau und Hetäre der alten Zeit
- Isidor von Milet, einer der Erbauer der Hagia Sophia

## Tyrannen der archaischen Zeit
- Amphitres (7. Jahrhundert)
- Thrasyboulos (spätes 7. Jahrhundert)
- Thoas (6. Jahrhundert)
- Damasenor (6. Jahrhundert)
- Histiaios (ca. 513)
- Aristagoras (ca. 500 bis ca. 494)

### Geschichte
- Norbert Ehrhardt: Milet und seine Kolonien, vergleichende Untersuchung der kultischen und politischen Einrichtungen. Frankfurt 1983, ISBN 3-8204-7876-0.
- Vanessa B. Gorman: Miletos, the ornament of Ionia – a history of the city to 400 B.C.E. Ann Arbor 2001, ISBN 0-472-11199-X.
- Alan M. Greaves: Miletos, a history. London 2002, ISBN 0-415-23846-3.

### Archäologie
- Milet – Ergebnisse der Ausgrabungen und Untersuchungen seit dem Jahre 1899. Begründet von Theodor Wiegand. Reimer/Schötz/de Gruyter, Berlin 1906ff.
  - Band 1,1: Paul Wilski: Karte der Milesischen Halbinsel. 1906.
  - Band 1,2: Hubert Knackfuß, Carl Fredrich: Das Rathaus von Milet. 1908.
  - Band 1,3: Georg Kawerau, Albert Rehm, Friedrich Hiller von Gaertringen: Das Delphinion in Milet. 1914.
  - Band 1,4: Armin von Gerkan: Der Poseidonaltar bei Kap Monodendri. 1915.
  - Band 1,5: Julius Hülsen: Das Nymphaeum von Milet. 1919.
  - Band 1,6: Armin von Gerkan: Der Nordmarkt und der Hafen an der Loewenbucht. 1922.
  - Band 1,7: Hubert Knackfuss: Der Südmarkt. 1924.
  - Band 1,8: Armin von Gerkan: Kalabaktepe, Athenatempel und Umgebung. 1925.
  - Band 1,9: Armin von Gerkan, Fritz Krischen, Friedrich Drexel: Thermen und Palaestren. 1928.
  - Band 1,10: Berthold F. Weber: Die römischen Heroa von Milet. 2004.
  - Band 2,1: Armin von Gerkan: Das Stadion. 1921.
  - Band 2,2: Theodor Wiegand, Kurt Krause: Die Milesische Landschaft. 1929.
  - Band 2,3: Armin von Gerkan: Die Stadtmauern. 1935.
  - Band 2,4: Walter Bendt: Topographische Karte von Milet. 1968.
  - Band 3,1: Theodor Wiegand: Der Latmos. 1913.
  - Band 3,2: Fritz Krischen: Die Befestigungen von Herakleia am Latmos. 1922.
  - Band 3,4: Karl Wulzinger, Paul Wittek, Friedrich Sarre: Das Islamische Milet. 1935.
  - Band 3,5: Alfred Philippson, Karl Lyncker: Das südliche Jonien. 1936.
  - Band 3,6: Anneliese Peschlow-Bindokat: Feldforschungen im Latmos. 2005.
  - Band 6,1: Albert Rehm: Inschriften von Milet. Teil 1. A. Inschriften n. 187–406 (Nachdruck aus den Bänden I 5–II 3). B. Nachträge und Übersetzungen zu den Inschriften n. 1–406. 1997.
  - Band 6,2: Peter Herrmann: Inschriften von Milet. Teil 2. Inschriften n. 407–1019. 1998.
  - Band 6,3: Peter Herrmann: Inschriften von Milet. Teil 3. Inschriften n. 1020–1580. 2006.
  - Band 6,4: Wolfgang Günther: Inschriften von Milet. Teil 4. Eine Prosopographie. 2017.

- Gerhard Kleiner: Die Ruinen von Milet. Berlin 1968.
- Wolfgang Müller-Wiener (Hrsg.): Milet 1899–1980. Ergebnisse, Probleme u. Perspektiven einer Ausgrabung. Kolloquium, Frankfurt am Main 1980. (= Istanbuler Mitteilungen. Beiheft 31). Tübingen 1986, ISBN 3-8030-1730-0.
- Wolf-Dietrich Niemeier: Milet in der Bronzezeit – ein pulsierendes Zentrum zwischen Orient und Okzident. In: Ruperto Carola. Heft 2, 2000. (online).
- Ortwin Dally u. a. (Hrsg.): Zeiträume. Milet in Kaiserzeit und Spätantike. Schnell + Steiner, Regensburg 2009, ISBN 978-3-7954-2235-6.
- Ioannis Andreas Panteleon: Eine Archäologie der Direktoren. Die Erforschung Milets im Namen der Berliner Museen 1899–1914 (= Mittelmeerstudien. 5). Paderborn 2015, ISBN 978-3-7705-5676-2.
- Christof Berns: Forschungen in Milet - Rückblick und Perspektive / Milet Araştırmaları - Geçmişe Bir Bakış ve Yeni Perspektifler. In: Ünsal Yalçın, Hans-Dieter Bienert (Hrsg.): Anatolien - Brücke der Kulturen.Kültürlerin Köprüsü Anadolu.Tagungsband des Internationalen Symposiums „Anatolien – Brücke der Kulturen“ in Bonn vom 7. bis 9. Juli 2014.7-9 Temmuz 2014’te Bonn’da yapılan „Kültürlerin Köprüsü Anadolu“ konulu uluslararası sempozyum kitabı (= Veröffentlichungen aus dem Deutschen Bergbaumuseums Bochum , Nr. 203). Bochum–Bonn 2015, ISBN 978-3-937203-75-1, S. 311–324.
- Amy Raymond, Ivonne Kaiser, Laura-Concetta Rizzotto, Julien Zurbach: Discerning Acculturation at Miletus. Minoanization and Mycenaeanization. In: Evi Gorogianni, Peter Pavuk, Luca Girella (Hrsg.): Beyond Thalassocracies. Understanding Processes of Minoanisation and Mycenaeanisation in the Aegean. Oxbow Books, Oxford 2016, S. 58–74.